# IRCCS Castel Goffredo
L'IRCCS Castel Goffredo è un ospedale privato di Castel Goffredo, in provincia di Mantova, gestito dagli Istituti Clinici Scientifici Maugeri di Pavia, convenzionato con il Servizio sanitario regionale.

## Storia
L'istituto nacque nel 1990 a Castel Goffredo a seguito delle riforme regionali, che trasformarono l'esistente Ospedale civile di Castel Goffredo in luogo di lunga degenza con riabilitazione.
L'IRCCS Castel Goffredo svolge la funzione di centro di ricerca medico-scientifica e di clinica deputata all'erogazione dei servizi sanitari, quali visite specialistiche in regime ambulatoriale e ricovero.
Specializzato in particolare per la cura e l'assistenza dei pazienti affetti da patologie neuromotorie. I servizi clinici in sede sono:
- Fisiatria
- Neurologia
- Neuropsicologia
- Reumatologia